# Amr Seoud
Amr Ibrahim Mostafa Seoud (né le 10 juin 1986 à Damiette) est un athlète égyptien, spécialiste du sprint et particulièrement du 200 mètres. 
Il a été champion d'Afrique en 2010. Ses meilleurs temps sont de 10 s 13 (+1,8 m/s) à Maputo le 12 septembre 2011 et de 20 s 36 (+1,3 m/s) à Nairobi le 1er août 2010 respectivement sur 100 et 200 mètres.

## Biographie

### Débuts
Pratiquant tout d'abord le football, Seoud est repéré en 2003 lorsqu'il bat, pour son premier 100 m, le record d'Égypte scolaire en courant sans pointes. Il rejoint aussitôt l'équipe nationale et dispute les championnats du monde en salle, au cours desquels il court le 60 m en 6 s 93, un record national junior. En juillet il est aligné sur 100 et 200 m aux championnats du monde jeunesse, puis il récolte sa première médaille internationale, avec une deuxième place aux championnats d'Afrique juniors sur 200 m derrière le Gambien Jaysuma Saidy Ndure alors qu'il n'est que cadet.
En 2004, il obtient deux médailles aux championnats arabes juniors de Damas : l'argent sur 100 m en 10 s 49, record d'Égypte, le bronze sur 200 m. Sa progression est stoppée en 2005, en raison de blessures ou de maladie. Il décroche néanmoins la 3e place des Jeux de la Francophonie de Niamey sur 100 m. Atteint de paludisme, il renonce au 200 m.
En 2006 Amr Seoud participe à ses premiers championnats d'Afrique seniors, où il termine 6e du 100 m. Il bat ensuite ses records personnels aux championnats d'Égypte avec 10 s 48 au 100 m et 20 s 75 au 200 m (record non homologué pour absence de mesure du vent).

### Saison 2007
Amr Seoud commence par battre au mois de mai son record du 100 m en 10 s 45, à l'occasion des championnats panarabes d'Amman. 
Mi-juillet, il améliore son record du 200 m en 20 s 83 lors des demi-finales des Jeux africains, mais ne peut faire mieux que 4e en finale.
En août, il participe aux Universiades de Bangkok. Si ses 10 s 53 réussis en finale du 100 m ne lui octroient qu'une 7e place, en revanche ses 20 s 74 sont synonymes de médaille d'or (la première pour un Égyptien aux Universiades), de record d'Égypte et de qualification pour les championnats du monde. 
Lors de ces derniers, il abaisse son record du 200 m à 20 s 65 en séries et en reste à 20 s 72 en demi-finale.
Enfin, en novembre, il réalise le doublé 100-200 aux Jeux panarabes qui se déroulent au Caire. Il porte alors ses nouveaux records à 10 s 38 (en finale) et 20 s 69 (en séries). Il participe au relais 4 × 100 mètres qui finit troisième dans un temps de 40 s 17. Il a ainsi battu au moins un record national à chaque compétition d'envergure internationale à laquelle il a participé cette année-là.

### Nouveaux records
Présent en 2008 aux championnats d'Afrique à Addis Abeba, il réalise le meilleur temps des séries du 100 m en 10 s 35, mais il réveille une blessure qui l'oblige à se retirer de la compétition après s'être qualifié pour la finale. En été il rejoint le camp d'entraînement des athlètes soudanais en Suède. C'est là qu'il réalise deux nouveaux records d'Égypte, 10 s 32 à Stockholm et 20 s 62 à Karlstad. Pour sa première sélection aux Jeux olympiques il atteint les quarts de finale du 200 m, où il signe un temps record de 20 s 55.
En 2009, il ajoute à son palmarès un titre sur 200 mètres aux Jeux méditerranéens. Peu après, il améliore ses deux records sur 100 et 200 m lors de l'Universiade à Belgrade : 10 s 30 le 8 juillet en demi-finale (il échoue à la deuxième place en finale pour un centième de seconde face à Rolando Palacios) et 20 s 52 le 10 juillet 2009 (vent : +0,1 m/s) derrière les 20 s 04 du junior azéri Ramil Guliyev.
Il arrive blessé aux championnats du monde à Berlin et échoue dès les séries du 200 m.

### Titres continentaux
Début 2010, Seoud part s'entraîner aux États-Unis. À l'université du Nord du Colorado il est sous la direction de Kevin Galbraith et Karim Abdel Wahab. En avril il bat son record sur 100 m en 10 s 22 aux Mt. SAC Relays de Walnut. Après la saison universitaire il retourne en Europe, où il réussit notamment 10 s 28 à Rhede.
Il connaît une alerte à l'adducteur gauche et arrive à Nairobi pour les championnats d'Afrique avec son soigneur. Il porte à cette occasion son record sur 100 m à 10 s 18 (+1,9 m/s) en bénéficiant de l'altitude et du vent, le 29 juillet.
Le 1er août il devient champion d'Afrique sur 200 m en 20 s 36, record national égyptien à la clef ; prenant le meilleur départ, il devance le favori, l'Ivoirien Ben Youssef Meité (20 s 39), et le Sud-Africain Simon Magakwe. 
Il gagne une sélection en équipe d'Afrique pour disputer la première Coupe continentale. A Split il termine le 200 m à une décevante 7e place, ne réussissant pas à placer son finish habituel.
Début 2011, les événements survenant dans son pays rendent difficiles, par manque de finances, les déplacements des sportifs égyptiens. Seoud a finalement la possibilité de s'entraîner à nouveau au Colorado. 
Lors des championnats du monde de Daegu en août, il se hisse en demi-finales du 200 m dans le temps de 20 s 44 derrière Walter Dix. Il s'effondre peu après la course. Amené sous la tente médicale, il explique qu'il est fiévreux depuis cinq jours. Il prend finalement le départ de la demi-finale où il termine à la 8e et dernière place en 21 s 15 derrière notamment les deux qualifiés pour la finale Dix et Alonso Edward.
Neuf jours plus tard, il remporte la médaille d'or sur 100 m lors des Jeux africains de Maputo en 2011, en 10 s 20 devant Meité, après avoir signé 10 s 13 en séries, record national.

### 2012-2013
En 2012 il est vice-champion d'Afrique du 100 et du 200 m, battu respectivement par Magakwa et Meité.
Aux Jeux olympiques de Londres, il est aligné sur 100 et 200 et est éliminé en séries en finissant 4e de ses deux courses. Au 100 m il court en 10 s 22 dans une course remportée par Usain Bolt, dans le même temps que le dernier qualifié au temps Antoine Adams, mais départagé au millième de seconde.
En 2013 il prend la 6e place à Mersin, aussi bien sur 100 que sur 200, à l'occasion des Jeux méditerranéens.

## Palmarès
| Date | Compétition             | Lieu       | Résultat | Épreuve   | Temps        |
| ---- | ----------------------- | ---------- | -------- | --------- | ------------ |
| 2005 | Jeux de la Francophonie | Niamey     | 3e       | 100 m     | 10 s 55      |
| 2006 | Championnats d'Afrique  | Bambous    | 6e       | 100 m     | 10 s 81      |
| 2007 | Championnats panarabes  | Amman      | 2e       | 100 m     | 10 s 45      |
| 2007 | Jeux africains          | Alger      | 4e       | 200 m     | 21 s 07      |
| 2007 | Universiade             | Bangkok    | 7e       | 100 m     | 10 s 53      |
| 2007 | Universiade             | Bangkok    | 1er      | 200 m     | 20 s 74 (RN) |
| 2007 | Jeux panarabes          | Le Caire   | 1er      | 100 m     | 10 s 38      |
| 2007 | Jeux panarabes          | Le Caire   | 1er      | 200 m     | 20 s 69      |
| 2007 | Jeux panarabes          | Le Caire   | 4e       | 4 × 100 m | 40 s 17      |
| 2009 | Jeux méditerranéens     | Pescara    | 1er      | 200 m     | 20 s 78      |
| 2009 | Universiade             | Belgrade   | 2e       | 100 m     | 10 s 31      |
| 2009 | Universiade             | Belgrade   | 2e       | 200 m     | 20 s 52      |
| 2009 | Jeux de la Francophonie | Beyrouth   | 6e       | 100 m     | 10 s 42      |
| 2010 | Championnats d'Afrique  | Nairobi    | 4e       | 100 m     | 10 s 18      |
| 2010 | Championnats d'Afrique  | Nairobi    | 1er      | 200 m     | 20 s 36      |
| 2010 | Coupe continentale      | Split      | 6e       | 200 m     | 20 s 94      |
| 2011 | Jeux africains          | Maputo     | 1er      | 100 m     | 10 s 20      |
| 2012 | Championnats d'Afrique  | Porto-Novo | 2e       | 100 m     | 10 s 34      |
| 2012 | Championnats d'Afrique  | Porto-Novo | 2e       | 200 m     | 20 s 76      |

### Records
| Épreuve              | Performance    | Lieu    | Date              |
| -------------------- | -------------- | ------- | ----------------- |
| 60 mètres (en salle) | 6 s 69 (RN)    | Valence | 7 mars 2008       |
| 100 mètres           | 10 s 13 (RN)   | Maputo  | 12 septembre 2011 |
| 200 mètres           | 20 s 36 A (RN) | Nairobi | 1er août 2010     |